# 세베르초프뛰는쥐
세베르초프뛰는쥐 또는 세베르초프저보아(Allactaga severtzovi)는 뛰는쥐과에 속하는 설치류의 일종이다. 카자흐스탄과 타지키스탄, 투르크메니스탄 그리고 우즈베키스탄에서 발견된다.